# HQ-6
Le HQ-6, également connu sous le nom de LY-60, est une famille de missiles de défense aérienne chinois développés par l'Académie des sciences et technologies de Shanghai, largement basés sur les missiles chinois PL-11 et l'italien Selenia (maintenant sous le nom de Leonardo Sp A.), Aspide.

## Développement
HQ-6 est un système de missiles sol-air développé par l'Académie des sciences et technologies de Shanghai, incorporant les technologies du missile PL-11. Le PL-11 est la version sous licence du missile Aspide, lui-même basé sur le missile américain AIM-7 Sparrow. Il a été supposé que le missile était une copie de l'AIM-7 lorsque le système a été révélé à la fin des années 1970, bien que le HQ-6 soit considérablement plus grand que l'AIM-7 Sparrow. Le missile HQ-6 a subi plusieurs itérations et une variante d'exportation nommée LY-60 a également été développée.

## Variantes

### PL-11
Le PL-11 est un missile air-air (AAM) à guidage radar semi-actif (SARH) à moyenne portée développé par une filiale de l'Académie de technologie de vol spatial de Shanghai en république populaire de Chine. Le PL-11 ne fait pas officiellement partie de la famille des missiles sol-air HQ-6, mais il sert de base technologique au HQ-6.

### HQ-61

Rail de lancement HQ-61 sur la frégate de type 053K désaffectée au musée naval de Qingdao

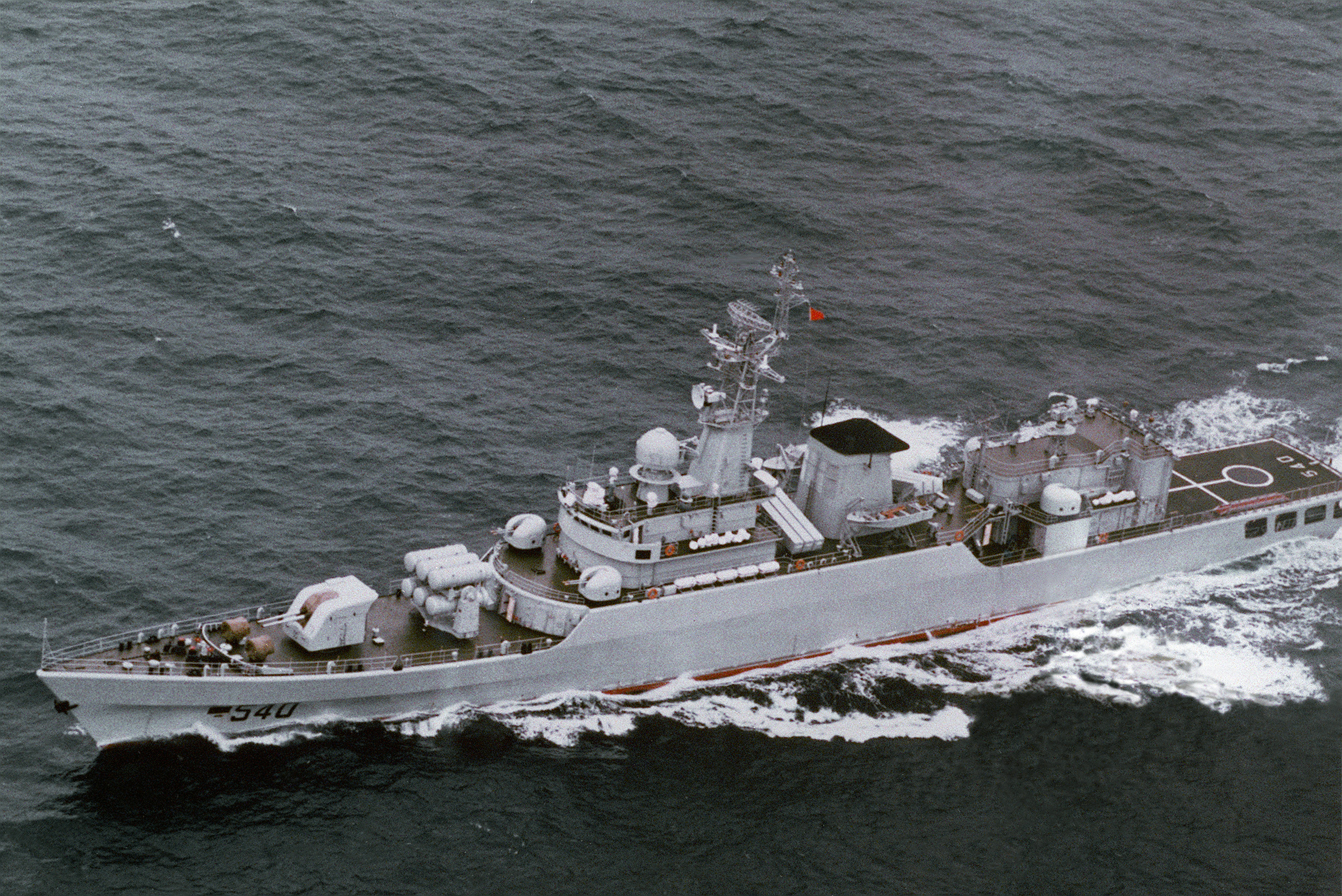
Le lanceur HQ-61 en forme de tube peut être vu sur la frégate Type 053H2G, juste derrière la tourelle principale

Le HQ-61  est le premier membre de la famille de missiles HQ-6. L'ensemble du système SAM se compose de quatre radars montés sur camion (un radar de veille / surveillance et trois radars de poursuite / conduite de tir), d'un camion d'alimentation électrique et de six lanceurs monteurs de transporteurs (TEL). Le missile lui-même est directement dérivé de la version air-air PL-11. Mais contrairement à l'Aspide italien qui utilise des conteneurs comme lanceurs, le HQ-6 utilise à la place des rails de lancement de missiles (MLR), et chaque lanceur monté sur camion a deux rails de missiles.
Spécifications : 
- Longueur : 3,99 m
- Diamètre : 286 mm
- Envergure : 1 m
- Masse : 300 kg
- Vitesse : Mach 3
- Surcharge maximale de manœuvre : 35 g
- Surcharge maximale de manœuvre [interception] : 7 g
- Portée : 30 m à 8 km (altitude), 10 m à 10 km (oblique)
- Guidage : Radar semi-actif

Le HQ-61 a été déployé sur la frégate de type 053H2G Jiangwei I de la marine chinoise. Le HQ-61 était équipé de quatre Type 053H2G construits entre 1988 et 1991. La capacité du missile a été remise en question par la marine chinoise et le système de missiles a finalement été remplacé par le système de défense aérienne HQ-7.

### LY-60
En octobre 1994, la Chine dévoile un nouveau système de missile sol-air à moyenne et basse altitude nommé LY-60. Le LY-60 a été conçu pour intercepter des avions militaires et des missiles volant à des altitudes moyennes à basses. Pour améliorer la capacité antibrouillage, le système de contrôle de commande dispose d'un système d'interférence artificielle unique en raison de son microprocesseur amélioré, jamais vu auparavant dans les missiles de défense aérienne contemporains à moyenne et basse altitude. Le radar de veille du LY-60 peut suivre jusqu'à 40 cibles simultanément, et le radar de poursuite est capable de suivre simultanément 12 cibles et d'engager trois cibles à la fois.

### HQ-64

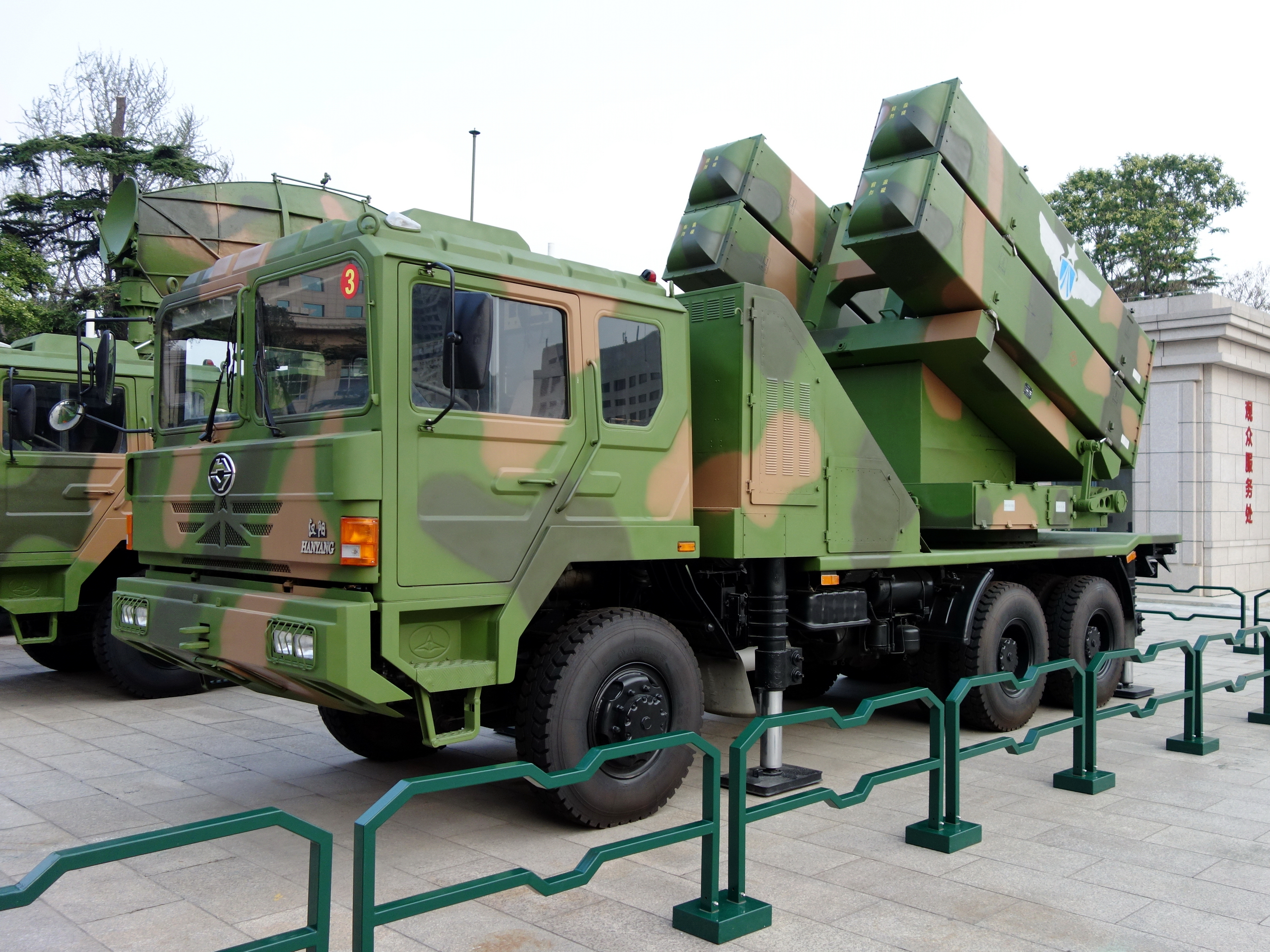
Véhicule lanceur de missiles HQ-64, faisant partie du système de défense aérienne antimissile HQ-6A

Le HQ-64 est une version améliorée du HQ-61, incorporant l'expérience et les technologies acquises lors du projet LY-60. Lorsqu'il est associé à un véhicule de commandement, le système est appelé système de défense aérienne HQ-6D . La puissance de feu est doublée en augmentant le nombre de missiles pour chaque lanceur monté sur camion de deux à quatre, et en remplaçant les rails de lancement par des lanceurs de conteneurs, la fiabilité est également accrue. Les véhicules de missiles et de transport sont directement développés à partir du système LY-60. Le missile est plus petit que celui du HQ-6, mais les performances sont améliorées grâce aux améliorations technologiques. HQ-64 a réussi le test de certification d'État et a été accepté dans le service chinois en 2001.
Chaque véhicule de commandement est capable de commander et de contrôler jusqu'à quatre batteries HQ-64, reliant des batteries HQ-64 indépendantes pour former un réseau de défense aérienne intégré, et un réseau HQ-64 individuel peut à son tour être intégré dans un plus grand zone de défense aérienne,. Le temps de déploiement sur le terrain du système HQ-64 SAM est de 9 à 15 minutes.
Spécifications : 
- Longueur : 3,89 m
- Diamètre : 203 mm
- Masse : 220 kg
- Vitesse : Mach 3
- Portée : 30 m à 12 km (altitude), 10 m à 18 km (oblique)
- Guidage : Radar semi-actif

### HQ-6A
Le HQ-6A est un système de défense aérienne antimissile combinant un lanceur de missiles HQ-64 avec un système d'armes rapproché LD-2000.

## Opérateurs actuels
- Chine
- Pakistan
- Éthiopie[11]
- Maroc
- Soudan